# Phlegethontia
Phlegethontia — вимерлий рід аїстоподих тетраподоморфів кам'яновугільного та пермського періодів Європи та Північної Америки.
Він мав довжину близько 1 метра і мав легкий череп з багатьма отворами, на відміну від деяких попередніх родичів.
"Dolichosoma" longissima, названа Антоніном Фрічем у 1875 році, була повторно віднесена до роду Phlegethontia і тепер вважається P. longissima. "Dolichosoma" вважалася nomen nudum, оскільки голотип був неадекватно описаний через шар матриці Томасом Генрі Хакслі в 1867 році.